# Phthiracarus schauenbergi
Phthiracarus schauenbergi är en kvalsterart som först beskrevs av Sandór Mahunka 1988.  Phthiracarus schauenbergi ingår i släktet Phthiracarus och familjen Phthiracaridae. Inga underarter finns listade i Catalogue of Life.